# Klačevica
Klačevica (en serbe cyrillique : Клачевица) est un village de Serbie situé dans la municipalité de Paraćin, district de Pomoravlje. Au recensement de 2011, il comptait 532 habitants.

## Démographie
| 1948 | 1953 | 1961 | 1971 | 1981 | 1991 | 2002 | 2011 |
| ---- | ---- | ---- | ---- | ---- | ---- | ---- | ---- |
| 783  | 791  | 808  | 795  | 704  | 667  | 600  | 532  |

|  |